# Berta Volmer
Berta Volmer (* 30. Oktober 1908 in Saarbrücken; † 1. September 2000) war eine deutsche Geigerin und Musikpädagogin.

## Leben und Wirken
Ihre Ausbildung erhielt sie bei dem Violinisten und Violinlehrer Carl Flesch.
Volmer wurde 1960 Leiterin einer Violinklasse an der Hochschule für Musik Köln in Köln und später dort auch Professorin für Viola.
Sie war 25 Jahre lang Assistentin von Max Rostal. Gemeinsam bauten sie die Meisterklasse an der Kölner Musikhochschule auf.
Volmer verfasste das zweibändige Standardwerk Bratschenschule sowie Viola-Etüden.

## Werke
- Bratschenschule. Band 1. Schott, Mainz 1955, DNB 368591247; ebenda 1983, ISBN 3-7957-5198-5.
- Bratschenschule. Band 2. Schott, Mainz 1956, DNB 368591239; ebenda 1984, ISBN 3-7957-5199-3.
  - Méthode d’Alto. Volume 1. Schott, Mainz 1998, ISBN 978-3-7957-5340-5.
  - Méthode d’Alto. Volume 2. Schott, Mainz 1998, OCLC 837373732.
- Viola-Etüden. Ausgewählt und mit Vorwort und Anmerkungen hrsg. von Berta Volmer. Schott, Mainz 1956, DNB 1006701249.
  - Viola-Etüden. 60 Etüden für die Entwicklung der linken Hand und der Bogentechnik. Schott, Mainz 1986, DNB 996387404, OCLC 860999500.
- Max Rostal: Handbuch zum Geigenspiel. Ein begleitender Ratgeber für Ausbildung und Beruf. Unter Mitarbeit von Berta Volmer hrsg. von Marion Rostal. Musikverlag Müller und Schade, Bern 1997, ISBN 3-9520878-1-5.